# Rod Cameron
Rod Cameron (7 de diciembre de 1910 - 21 de diciembre de 1983) fue un actor cinematográfico canadiense cuya carrera transcurrió entre las décadas de 1930 y 1970, y que es recordado principalmente por sus actuaciones en títulos del género western.

## Biografía
Su verdadero nombre era Nathan Roderick Cox, y nació en Calgary, Alberta (Canadá). Siendo joven se trasladó a Hollywood, California, a fin de trabajar como especialista y actuar en pequeños papeles para Paramount Pictures. Entre sus primeros filmes están Heritage of the Desert, con Donald Woods y Russell Hayden, Rangers of Fortune, con Fred MacMurray, y Henry Aldrich for President, junto a Jimmy Lydon. También interpretó varios papeles para Universal Pictures, entre los que figura uno en If I Had My Way, film protagonizado por Bing Crosby y Gloria Jean.
En 1943 Rod Cameron ganó fama gracias a los seriales de acción producidos por Republic Pictures. Interpretando al agente federal Rex Bennett, Cameron luchó contra elementos terroristas en 15 episodios semanales de G-Men vs the Black Dragon. Llegó a ser tan popular que el estudio produjo una nueva aventura de Rex Bennett, Secret Service in Darkest Africa.
Cuando el cowboy estrella Johnny Mack Brown dejó Universal Pictures para trabajar con Monogram Pictures, Rod Cameron lo reemplazó como estrella en los seriales del Oeste y no tardó en ser muy conocido. Universal pronto le dio la posibilidad de interpretar personajes de carácter en largometrajes como Salome, Where She Danced, junto a Yvonne DeCarlo. Posteriormente, en 1947 Universal se reorganizó y disminuyó sus actividades, dejando a Cameron y a otros actores sin trabajo. Entonces fue contratado por Monogram Pictures, para la cual rodó un gran número de cintas de acción.
Cameron protagonizó tres series televisivas: City Detective (1953-1955), State Trooper (1956-1959), y COronado 9 (1960-1961). En City Detective Cameron actuó en el papel del teniente de policía Bart Grant. En State Trooper fue Rod Blake, miembro de la Policía Estatal de Nevada. En Coronado 9 fue Dan Adams, un detective privado. Cameron trabajó en muchos westerns, tales como la producción de la NBC Laramie, así como en series dramáticas. Siguió actuando para el cine y la televisión hasta la década de 1970.
La vida privada de Cameron fue curiosa. Con una ruptura matrimonial que se hizo famosa, se divorció de su esposa para casarse con su suegra.
Rod Cameron falleció en Gainesville, Georgia (Estados Unidos), en 1983, a causa de un cáncer. Sus restos fueron incinerados.
A título póstumo recibió una estrella en el Paseo de la Fama de Hollywood por su trabajo en la televisión, en el 1722 de Vine Street.